# 伊藤瞳
伊藤 瞳（いとう ひとみ、1986年12月9日 - ）は、神奈川県出身のグラビアアイドル、タレントである。
特技はモダンバレエであり、写真集などでは非常に体が柔らかいという特徴を生かした作品などを生み出している。
所属事務所は、エイジ、キティ・フィルム、プロザフェイスを経る。2007年1月、プロザフェイスを脱退しフリーランスになる。イメージビデオ『FINAL ECSTACY』を最後にグラビア活動を引退。音楽活動へ移行する。

## 出演

### TV
- アイドルファイトクラブ （MONDO21）
- グラビアの美少女（MONDO21）

### ラジオ
- 甲斐よしひろのセイ!ヤング21 （文化放送）

### 映画
- スワンズソング（東京テアトル）

### 舞台
- 恋の骨折り損？ （劇団たいしゅう小説家）
- アイドルコロシアム

### イメージビデオ
- キラ☆キラ エンジェル 伊藤瞳 Firstプリン （2002年8月、ジェネオン/パイオニアLDC）
- Final Beauty （2002年12月、竹書房/ハピネット・ピクチャーズ）
- キラ☆キラ エンジェル HITOMIのひとみ （2003年2月、ジェネオン）
- marimi （2003年9月、ベガファクトリー）
- Go （2004年1月、バウハウス）
- 制服DOLLS （2004年4月、GPミュージアム）監督 森敦司
- FACE （2005年4月、ジェネオン/キティ）
- FINAL ECSTACY （2007年5月、ビーエムドットスリー）

## 出版

### 写真集
- イトウレシイ （彩文館出版）
- 伊藤瞳 15歳 （竹書房）
- Eyelove 15歳の密。 （ワニマガジン社）
- ひとみのレッスン1・2・3 （ぶんか社）
- スィート・ドライ・ビスケット （バウハウス）
- NAKED （ワニマガジン）